# Agusta A129 Mangusta
Agusta A129 Mangusta (AW129) – śmigłowiec szturmowy produkowany przez włoską firmę Agusta, następnie AgustaWestland (obecnie część koncernu Leonardo S.p.A.).
Jest to pierwszy śmigłowiec szturmowy zaprojektowany i produkowany całkowicie w Europie. Podstawową wersję opracowano w latach 80. XX wieku, jednakże nie cieszyła się ona dużą popularnością – trafiła tylko na wyposażenie włoskiej armii. Był to klasyczny niszczyciel czołgów, uzbrojony tylko w przeciwpancerne pociski kierowane (ppk). W latach 90. XX wieku zmodernizowano go, tworząc wariant z dodatkowym uzbrojeniem w postaci niekierowanych pocisków rakietowych i ruchomego działka z przodu. Jego rozwiązania zastosowano w modernizacji śmigłowców A129 należących do włoskiej armii.
W roku 2007 śmigłowiec A129 wygrał przetarg na śmigłowiec szturmowy dla tureckiej armii. Zgodnie z ustalaniami podpisanego kontaktu na 50 śmigłowców zmodernizowanych do potrzeb Turków (wariant oznaczony jako T129 ATAK), mają być one wyprodukowane w Turcji. Ponadto Turcja otrzymała prawo do eksportu zmodernizowanego wariantu śmigłowca za granicę, z wyłączeniem Włoch i Wielkiej Brytanii.

## Historia

### A129 Mangusta
Projektowanie śmigłowca przeciwpancernego A129 rozpoczęto w 1978 roku na zlecenie włoskiej armii. W początkowym okresie do badań używano śmigłowca A109. W marcu 1983 roku firma Agusta otrzymała zamówienie na budowę czterech latających prototypów.

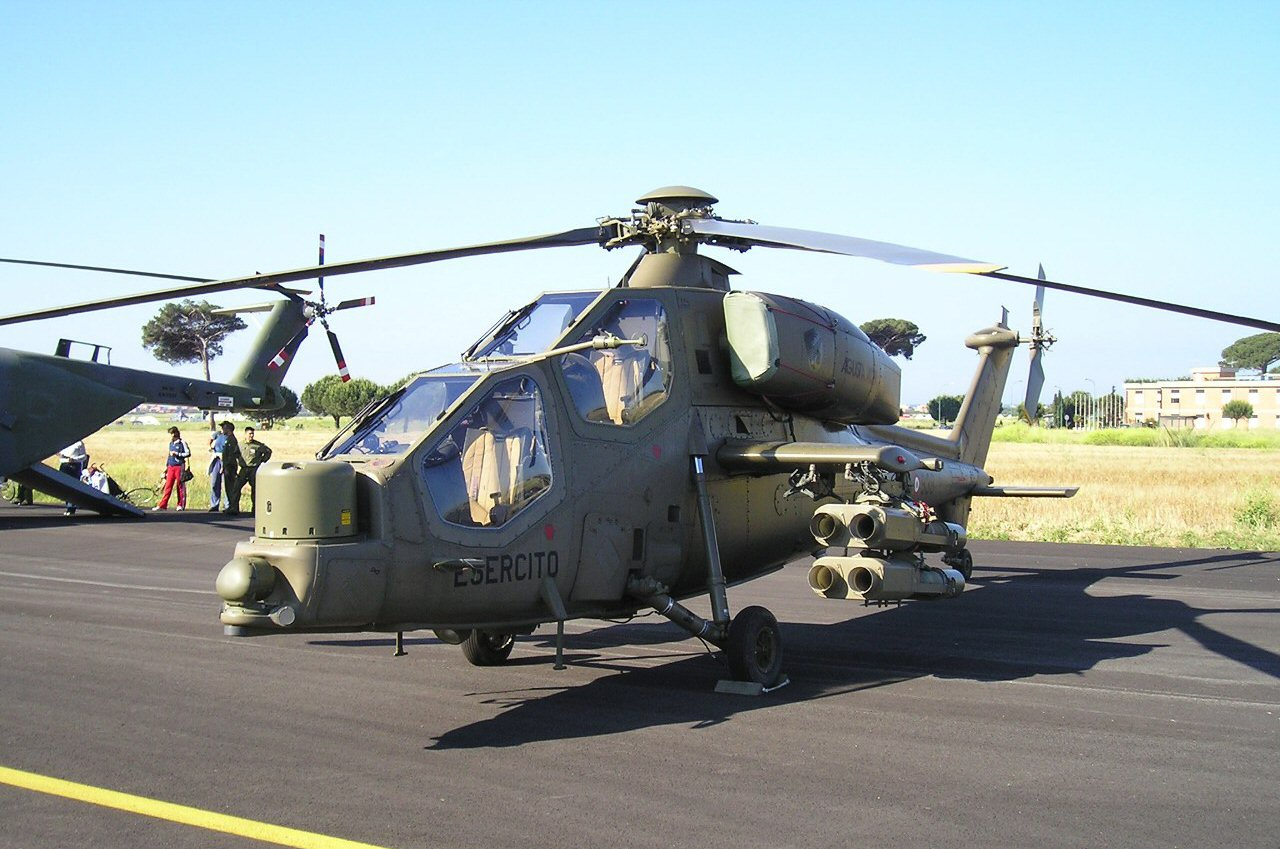
A129 Mangusta – pierwsza wersja

Pierwszy prototyp Mangusty (oznaczony jako P1) wykonał swój inauguracyjny lot 15 września 1983 roku na fabrycznym lotnisku Cascina Costa. Prototyp P1 służył tylko do prób w locie i nie miał rozbudowanych systemów awionicznych. Prototyp P3 wyposażony w pełną awionikę i przeznaczony do prób w operacyjnych pierwszy raz wystartował 23 maja 1985 roku. Ostateczny prototyp w pełni uzbrojony i wyposażony (P4) swój pierwszy lot wykonał 18 lipca 1986 roku.
W latach 1986–1987 wykonano testy uzbrojenia, a także testy wytrzymałościowe, podczas których w crash teście zniszczono prototyp P3.
W grudniu 1987 roku otrzymano pierwsze zamówienie na budowę 15 egzemplarzy A-129 w wersji przeciwpancernej. Po kolejnych testach uzbrojenia i systemów celowniczych jesienią 1990 roku pierwsze Mangusty trafiły do służby w armii włoskiej. Zbudowano 45 śmigłowców wersji podstawowej. Dalsza zamówienia zostały anulowane z powodu oszczędności na wydatki obronne w związku z zakończeniem zimnej wojny.

### A129 International
Bezpośrednią przyczyną dalszego rozwoju śmigłowca była chęć zainteresowania nim klientów zagranicznych. Pierwsze lata eksploatacji śmigłowców A129 wykazały pewne wady tego śmigłowca. Brakowało działka, dzięki któremu śmigłowiec byłby bardziej wszechstronny. Inną ważną kwestią było niedostosowanie do lotów nocnych z goglami noktowizyjnymi. Wobec tego w roku 1991 rozpoczęto pracę nad ulepszoną wersją przeznaczoną na rynki eksportowe, co znalazło odbicie w oznaczeniu A129 International (A129I). W nowym śmigłowcu zastosowano nowe silniki Allison LHTEC CTS 800-2 o mocy 1016 kW każdy i wzmocnioną przekładnię główną. Zmiany pozwoliły na zwiększenie masy startowej do 4800 kg. Zamontowano też wieżyczkę z wkm kalibru 12,7 mm Lucas. Oblatano go w styczniu 1995 roku. W roku 1996 uzbrojenie strzeleckie zmieniono na działko TM 197 B kalibru 20 mm, później zamontowano także nowy pięciołopatowy wirnik  zamiast czterołopatowego i nową awionikę. Powstał jeszcze w 1996 roku drugi prototyp A129I. Promowany był m.in. w Korei Południowej i Australii, lecz nowy śmigłowiec nie znalazł jednak nabywców.

### A129 CBT (AH-129C)

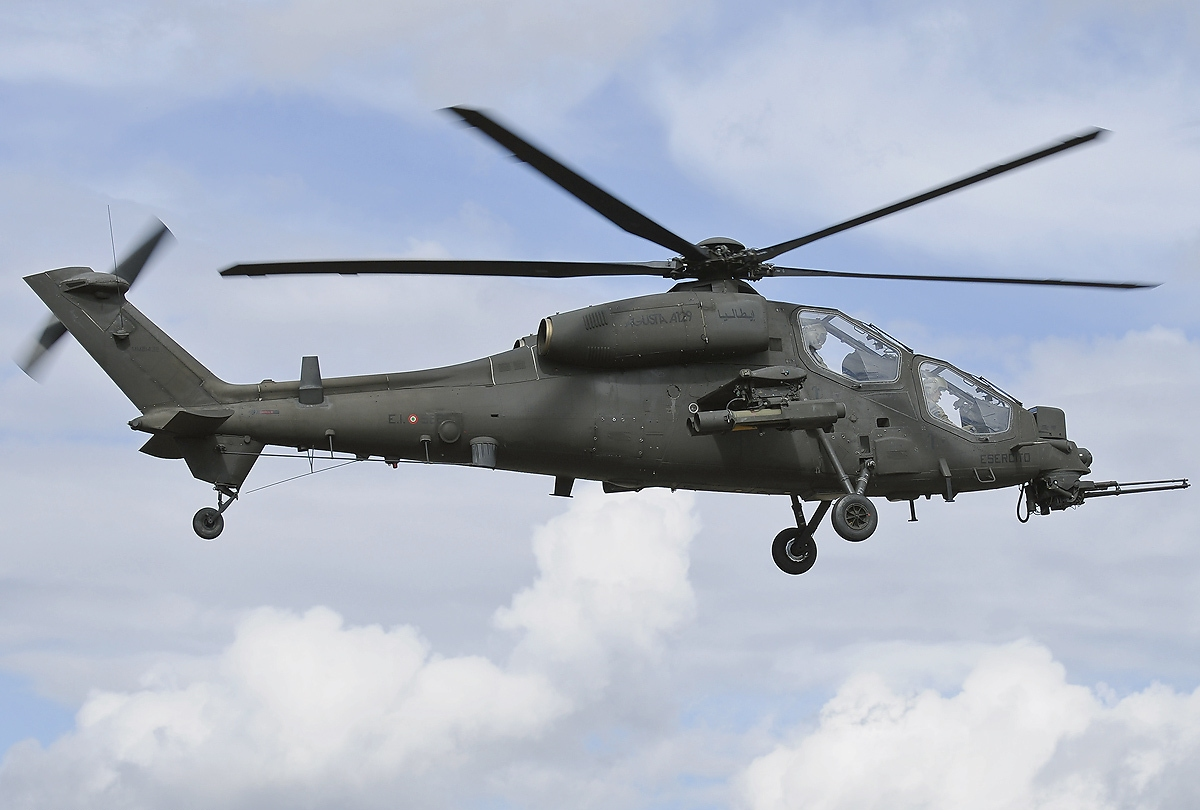
A129CBT

W drugiej połowie lat 90. opracowano także modernizację włoskich śmigłowców A129 Mangusta oznaczoną jako A129 CBT (A129 da Combattimento), opierającą się na części rozwiązań wersji International. Zachowano dotychczasowe silniki Rolls-Royce Gem 2 Mk.1004D, lecz zastosowano przekładnię główną o większej mocy wyjściowej i wymieniono wirnik główny na pięciołopatowy oraz wirnik ogonowy na nowy dwułopatowy o zwiększonej prędkości obrotu. Masa startowa wzrosła do 4600 kg. Zamontowano trzylufowe działko M197 w ruchomym stanowisku OtoBreda TM197B z przodu kadłuba i aktywne oraz pasywne systemy samoobrony, a także zmodernizowano wyposażenie. Jako uzbrojenie główne pozostały pociski ppanc TOW-2A/B, a nadto wprowadzono wyrzutnie niekierowanych pocisków rakietowych kalibru 70 mm lub 81 mm i pociski powietrze-powietrze bliskiego zasięgu FIM-92 Stinger.
W 1999 roku Agusta otrzymała zamówienie od włoskiej armii na produkcję piętnastu śmigłowców w standardzie A129 CBT.. Natomiast w roku 2002 podpisano kolejną umowę na modernizację czterdziestu pięciu śmigłowców A129 Mangusta do standardu A129 CBT. Pierwsze śmigłowce w tym standardzie dostarczono w październiku 2002 roku. W 2008 roku program zakończono po modernizacji 42 śmigłowców. Po połączeniu firm Agusta i Westland w 2000 roku oznaczenie zmieniono na AW129 CBT, a następnie zaczęto stosować oznaczenie wojskowe AH-129C.

### AW129D (AH-129D)

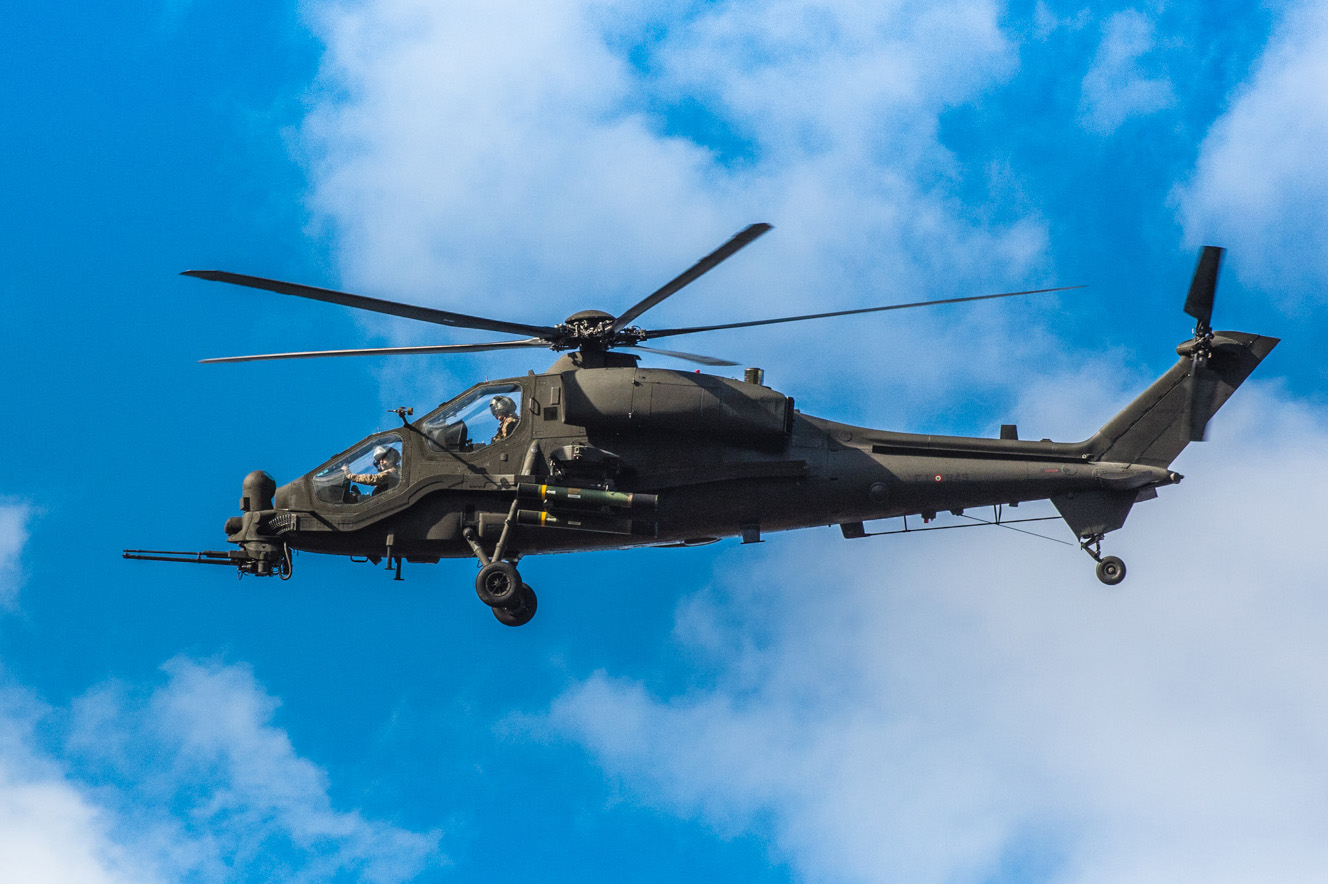
AH-129D

Kolejną włoską modernizacją stała się AW129D, w której wprowadzono nowy system obserwacji i uzbrojenia w postaci pocisków Spike ER. Zasadniczą zmianą jest nowa głowica obserwacyjno-celownicza produkcji izraelskiej Rafael Toplite III w nosie kadłuba, z laserowym dalmierzem i podświetlaczem celu. Widoczną różnicą jest głowica w formie kuli, a nie walca. Testy pierwszego zmodernizowanego śmigłowca prowadzono od września 2013 roku. Zmodernizowano 32 śmigłowce.

### T129 ATAK

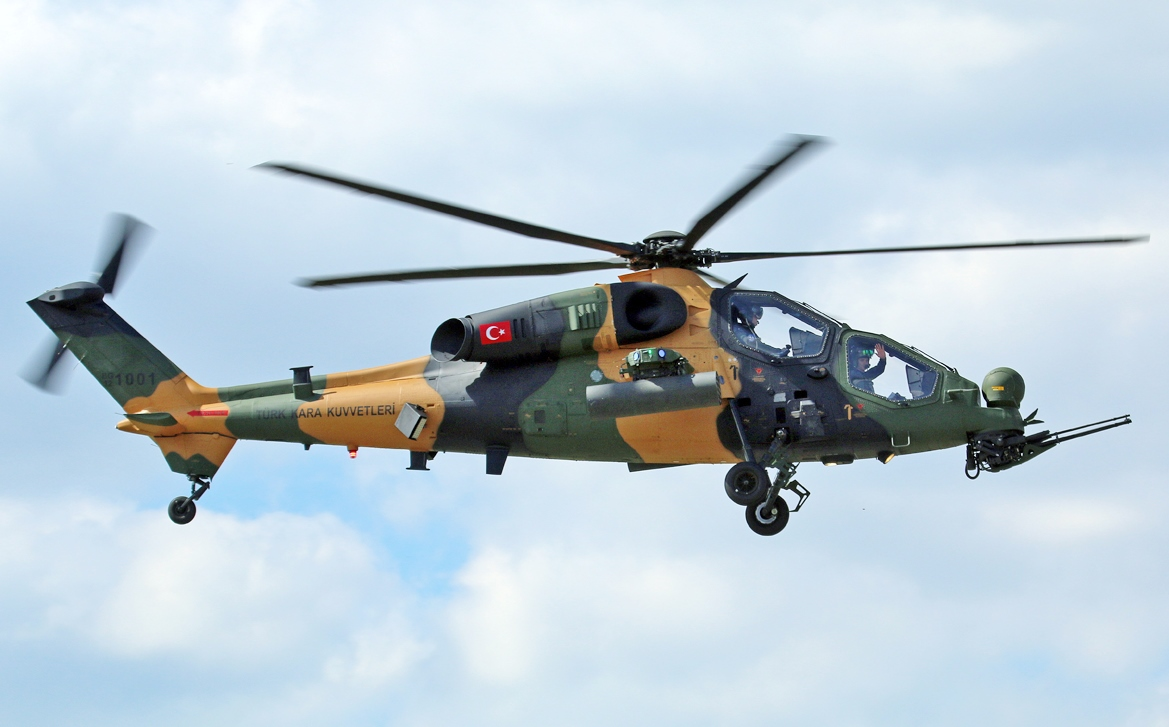
Śmigłowiec T129

W roku 2007 Agusta wygrała przetarg na nowy turecki śmigłowiec uderzeniowo-rozpoznawczy. 7 września 2007 roku podpisano umowę dotyczącą dostarczenia tureckim wojskom lądowym pięćdziesięciu śmigłowców A129 (z opcją na kolejnych czterdzieści jeden sztuk) zmodyfikowanych do tureckich potrzeb i zmontowanych w zakładach Turkish Aerospace Industries (TAI) z wykorzystaniem tureckich podzespołów. Ponadto w wyniku umowy firma TAI uzyskała prawo do eksportu tego wariantu śmigłowca za granicę, z wyłączeniem Włoch i Wielkiej Brytanii. Ostatecznie turecki producent wyprodukuje 60 maszyn w wersji A (przejściowej) i w wersji B - docelowej. Od włoskiego wariantu śmigłowce różnią się wizualnie większą turecką głowicą obserwacyjno-celowniczą AselFLIR-300T, z kamerą podczerwieni, dwoma kamerami światła dziennego, dalmierzem laserowym i podświetlaczem laserowym. Napęd stanowią silniki amerykańskiej konstrukcji LHTEC CTS800-4A o mocy startowej po 1361 KM (1014 kW), a maksymalna masa startowa wynosi 5000 kg. Oprócz działka 20 mm, uzbrojenie w wersji A mają stanowić wyrzutnie niekierowanych pocisków rakietowych kalibru 70 mm, a w wersji B pociski przeciwpancerne UMTAS (Mizrak-U), pociski kierowane laserowo kalibru 70 mm Cirit i przeciwlotnicze Stinger.
Pierwszy oblot prototypu T129 odbył się 28 września 2009 roku w zakładach AgustaWestland w Vergiate. 19 marca 2010 roku podczas jednego z kolejnych lotów testowych rozbił się prototyp. Obaj piloci odnieśli lekkie obrażenia.
Oblotu pierwszego prototypu złożonego w tureckich zakładach TAI dokonano 18 sierpnia 2011 roku. Pierwsza seria maszyn T129A Mangusta wyprodukowanych w Turcji, została uroczyście przekazana tureckim siłom zbrojnym 10 czerwca 2014 roku. Początkowo planowana była data 22 kwietnia 2014 roku, a dwa dni wcześniej producent TAI poinformował o przekroczeniu przez śmigłowce nalotu 3000 godzin, podczas których realizowane były próby wyposażenia i konstrukcji.

## Konstrukcja
A129 opracowano jako lekki śmigłowiec przeciwpancerny dla włoskiej armii, dlatego początkowo nie miał opancerzenia, a jedynym uzbrojeniem były przeciwpancerne pociski kierowane. A-129 był więc w tym czasie najlżejszym śmigłowcem szturmowym na świecie. Brak opancerzenia miały rekompensować małe wymiary oraz niskie współczynniki wykrywalności termicznej, akustycznej i radarowej (dużo niższe w porównaniu do AH-64).
Mangusta zbudowana jest w klasycznej koncepcji śmigłowca bojowego. Kabina załogi zbudowana jest w układzie tandem (operator uzbrojenia, a za nim pilot), kadłub śmigłowca jest wąski, a uzbrojenie przenoszone jest na wspornikach bocznych w kształcie skrzydeł.
Duża część płatowca wykonana jest z kompozytów (m.in. przód kadłuba i belka ogonowa). Śmigłowiec wyposażono w podwozie kołowe, klasyczne, z kółkiem ogonowym, oraz w czterołopatowy wirnik z nowatorskim systemem obniżania poziomu wibracji. Łopaty są odporne na trafienia pociskami kalibru 12,7 mm i częściowo 23 mm. Ponadto łopaty są zdolne przecinać gałęzie drzew o grubości do 15 cm. Wirnik napędzany jest dwoma silnikami Rolls-Royce Gem 2-2 Mk 1004D o mocy 708 kW każdy (według innych danych, o maksymalnej mocy ciągłej 608 kW / 825 KM, a mocy startowej 657 kW / 881 KM). Silniki produkowane są na licencji przez firmę Piaggio. Przekładnia główna umożliwia przeniesienie mocy 969 kW (1300 KM) w wariancie podstawowym i 1268 kW (1700 KM) w wersji CBT. Zasilanie paliwem zostało zdublowane, a zbiorniki paliwa wyłożono masą samozasklepiającą i wyposażono w system wypełniania neutralną pianą, co ma ograniczać ryzyko zapłonu i wybuchu.
Śmigłowiec spełnia normę MIL STD 1290 w zakresie przeżywalności załogi w czasie niekontrolowanego zderzenia z ziemią. Podwozie główne wytrzymuje uderzenie z prędkością 4,57 m/s, bez przekraczania limitów wytrzymałościowych kadłuba. Mangusta zapewnia pilotom 90% szansę przeżycia upadku z prędkością pionową 11,2 m/s i poziomą 13,1 m/s. Płatowiec jest odporny na przeciążenia 3,5g i -1g.
W wariancie A129 International kabina została wykonana w standardzie glass cockpit. Ponadto w tym wariancie zastosowano nowsze silniki LHTEC CTS 800-2, przekładnię i pięciołopatowy wirnik.

### Uzbrojenie

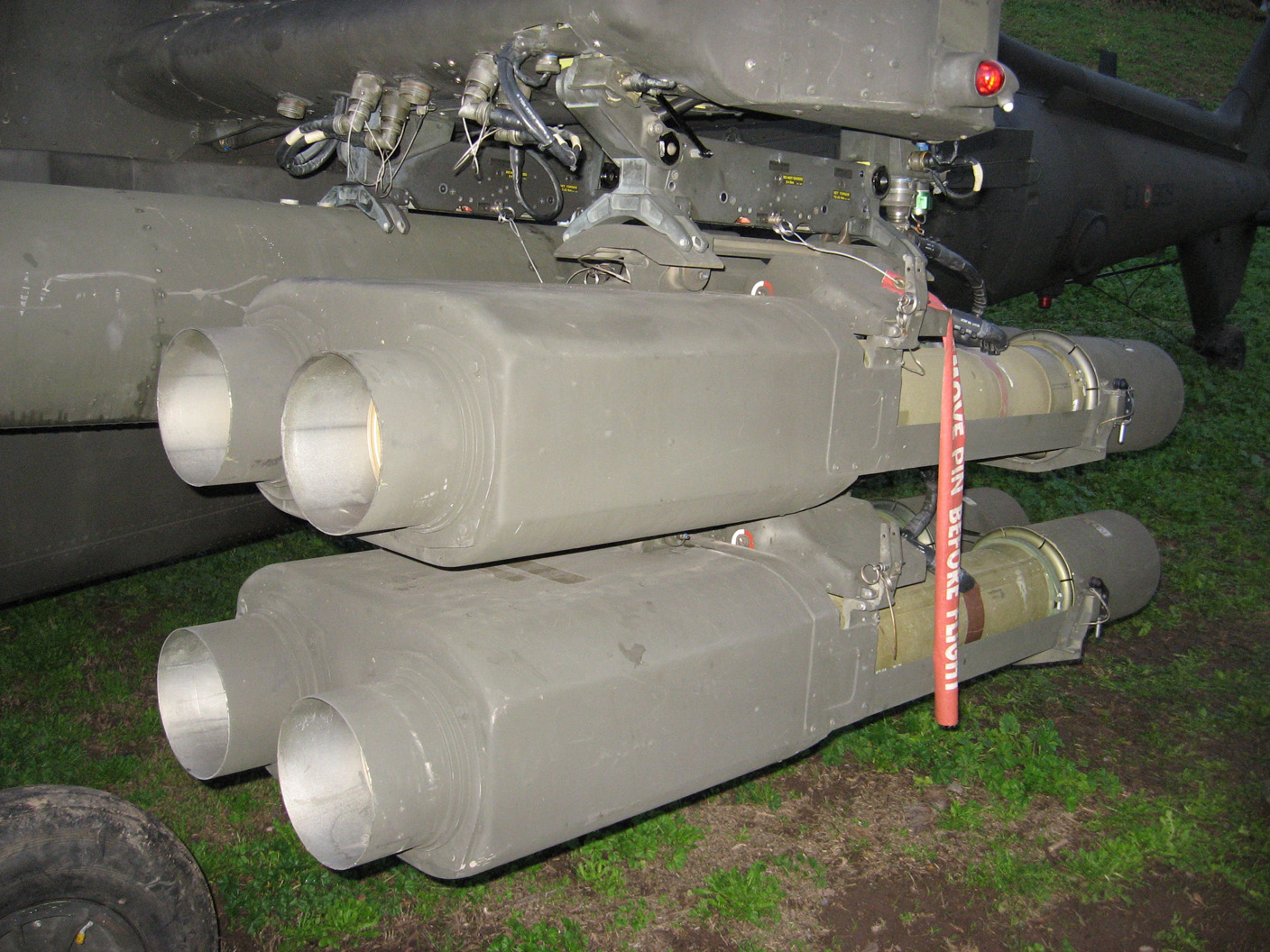
Zasobniki z ppk TOW

Z myślą o eksporcie opracowano wersje A129 Mangusta International która zapewniała większą uniwersalność, siłę ognia i nowszą awionikę przy niższych od pierwowzoru kosztach.
A129 może być używany jako śmigłowiec przeciwpancerny, rozpoznawczy, eskortowy a także do celów wsparcia ogniowego i obrony przeciwlotniczej.
Z uwagi, że projektowany był jako śmigłowiec przeciwpancerny, w pierwotnej wersji jednym jego uzbrojeniem było osiem wyrzutni ppk. Początkowo myślano o zastosowaniu pocisków AGM-114 Hellfire, jednakże ze względu na koszty zdecydowano się na pociski TOW.
W późniejszym okresie konstrukcję dostosowano do przenoszenia dwóch rodzajów rakiet niekierowanych kal. 70 mm (Mk 40 lub Mk 66 Hydra 70), a także rakiet kal. 81 mm z nowszego systemu uzbrojenia Medusa oraz zasobników strzeleckie FN/Herstal z wkm kal. 12,7 mm.
Zmianą wprowadzoną w A129 International i kolejnych wersjach jest umieszczone z przodu w ruchomej wieżyczce pod nosem kadłuba trzylufowe działko M197 kalibru 20 mm w stanowisku OtoBreda TM197B. Działko jest ruchome w zakresie 200° w poziomie i -50° ÷ +20° w pionie. Ma szybkostrzelność 750 strz./min. Magazyn mieści 500 nabojów. Amunicja jest umieszczona w charakterystycznej listwie biegnącej na zewnątrz po lewej stronie kadłuba. Ponadto uzbrojenie wzbogacono o pociski powietrze-powietrze Stinger.

## Zastosowanie bojowe

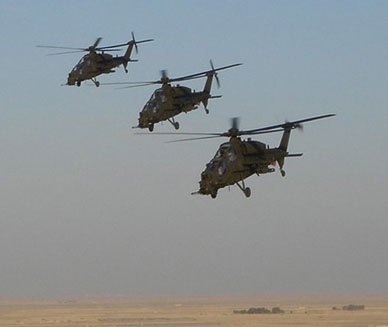
Mangusty w Iraku

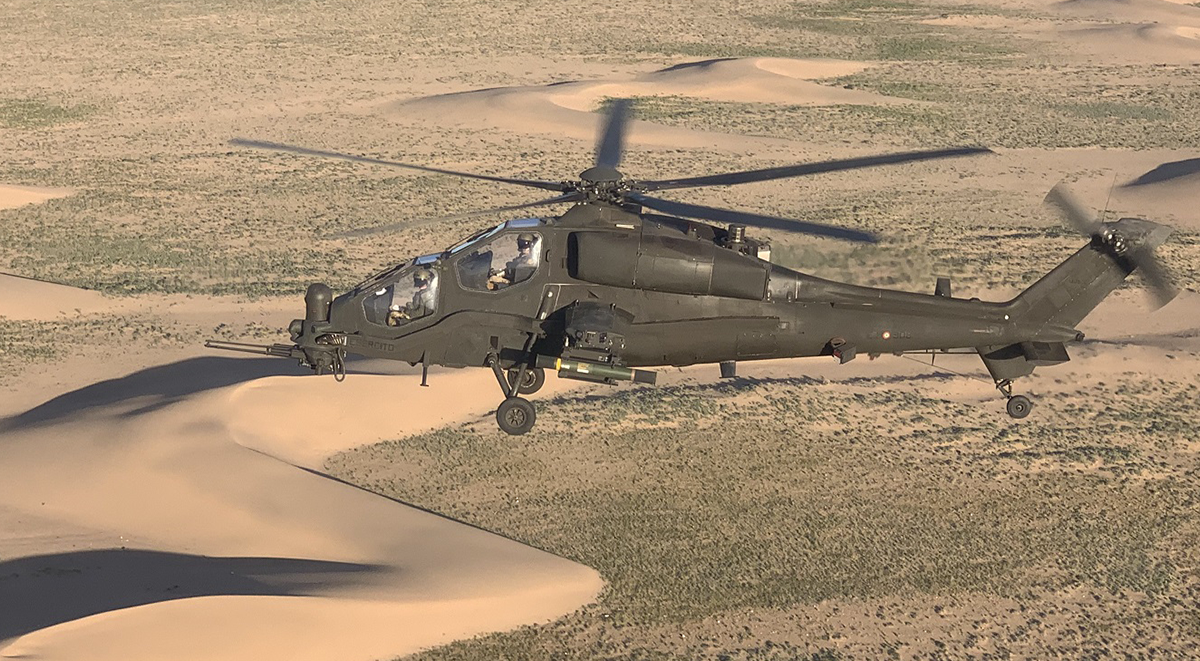
AH-129D w Afganistanie w 2020

Pierwsze śmigłowce A129 Mangusta do armii włoskiej trafiły w roku 1990. Początkowo trafiły do pułku szkolnego, a w późniejszym do jednostek operacyjnych. Mangusty swój chrzest bojowy przeszły w roku 1993 podczas misji ONZ w Somalii. W składzie włoskiego kontyngentu wojskowego wysłano tam trzy śmigłowce A129, których zadaniem było eskortowanie nieuzbrojonych śmigłowców transportowych oraz konwojów naziemnych, a także sporadyczne wspieranie ogniem innych jednostek.
Kolejnym konfliktem, w którym udział wzięły Mangusty, była interwencja w Albanii podczas krachu ekonomicznego. Śmigłowce A129 wykonywały zadania dotyczące rozpoznania, eskortowania i „demonstracji siły”.
Mangusty były także używane od 2007 roku podczas operacji w Afganistanie. W letnich miesiącach śmigłowce musiały tam jednak operować w górzystym terenie ze zredukowaną masą podwieszanego uzbrojenia; stosowano też dodatkowe zbiorniki paliwa.
Śmigłowce T129 zostały użyte bojowo podczas nieudanego zamachu stanu w Turcji w lipcu 2016 roku. Wspierały one działania puczystów.
W toku eksploatacji za wadę śmigłowca uznano niewystarczającą moc silników, zmuszającą do lotów ze zredukowanym uzbrojeniem w gorącym klimacie i ograniczającą jego osiągi. W 2021 roku włoskie lotnictwo wciąż posiadało 48 śmigłowców, w tym 32 AH-129D.

## Warianty i modyfikacje

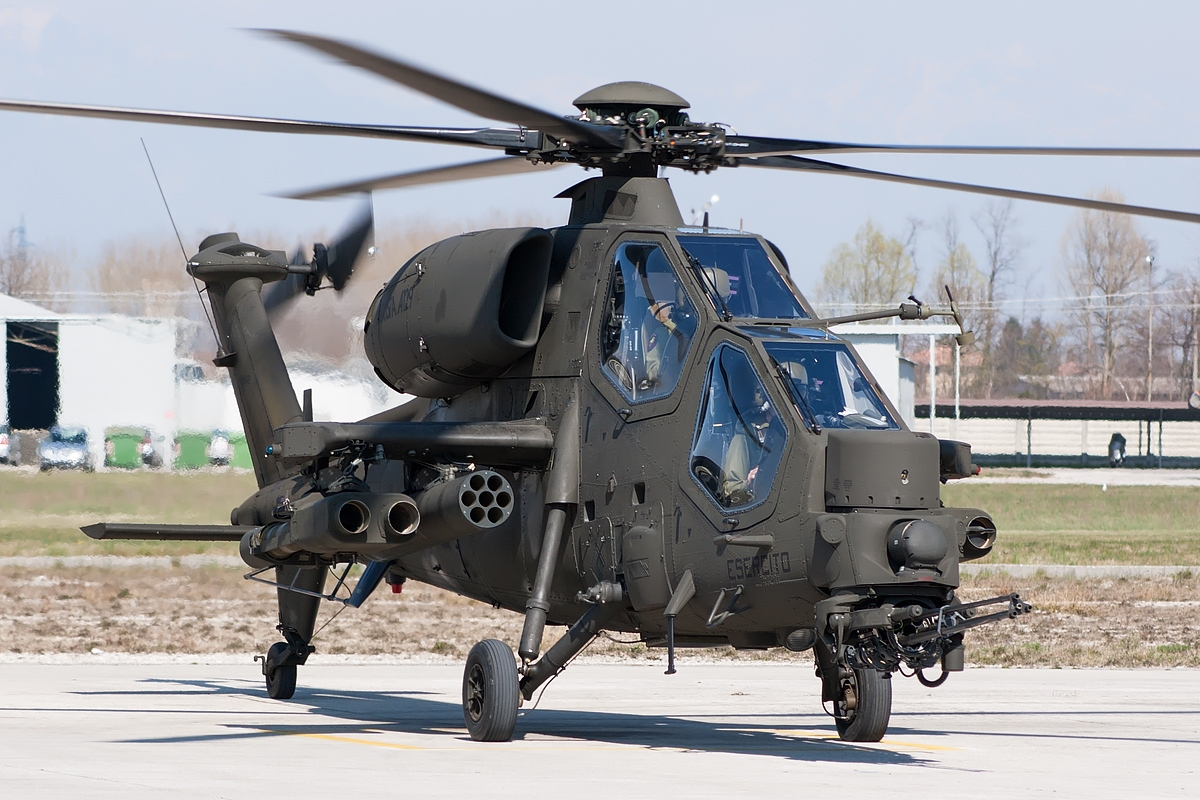
Śmigłowiec A129 CBT

### Seryjne
- A129 Mangusta – pierwsza wersja produkcyjna, wyposażona w dwa silniki turbowałowe Rolls-Royce Gem 2[1].
- A129 Mangusta International – wersja zmodernizowana: wirnik pięciołopatowy, dziobowa ruchoma wieżyczka z uzbrojeniem strzeleckim, możliwość odpalania pocisków Hellfire i TOW, nowe silniki LHTEC CTS 800-2. W roku 2007 przemianowana na AW129[19].
- A129 CBT – modernizacja śmigłowców A129 Mangusta opracowana w drugiej połowie lat 90. dla potrzeb włoskiej armii. Wykorzystano w niej rozwiązania z wersji A129 International z zachowaniem starych silników Gem do których dodano nowy system transmisji mocy. Masa startowa wzrosła do 4600 kg, uzbrojenie wzbogacono o działko TM 197 B i pociski powietrze-powietrze Stinger[2].
- T129 ATAK (także Agusta A129CTB) – zmodernizowana wersja śmigłowca A129 Mangusta International[20] opracowana dla tureckich wojsk lądowych w latach 2008-2012[8]. Turecka wersja posiada mocniejsze silniki LHTEC T800 oraz nowocześniejsze systemy uzbrojenia oraz awionikę w stosunku do wcześniejszej wersji[20].

### Projekty i prototypy
- A129 Tonal – wspólny projekt firm Agusta, Fokker, CASA i Westland będący rozwinięciem śmigłowca A129 Mangusta. Ostatecznie program anulowano w roku 1990[2].
- A129 ASV – wersja pokładowa uzbrojona w kierowane pociski rakietowe powietrze-woda oraz wyposażona w radar[2].
- A139 Utility (także LBH) – 10 miejscowy śmigłowiec transportowy opracowywany w latach 1991-1992. Nie wyszedł poza etap makiety w skali 1:1. Program anulowano w kwietniu 1992 roku[2].

## Użytkownicy
- Włochy: Włoskie wojska lądowe – łącznie 60 sztuk[21] (A129 Mangusta - od 1990 i A129 CBT - od 2002)
- Turcja: 9 sztuk w wersji podstawowej, zamówienie na 51 sztuk w wersji T129 ATAK. Produkcja ma ruszyć w 2013 roku[22]
- Filipiny: 6 T129B ATAK, dostarczanych od 2022 roku[23]